# Stars!
Stars! – strategiczna gra turowa, rozgrywana w systemie PBeM, której fabuła rozgrywa się w kosmosie. Gracz, w roku 2400 posiada obraz galaktyki i podstawowe technologie umożliwiające jej podbój. Całkowity nacisk położony jest na zarządzaniu własnym imperium (planety i floty) według popularnego typu 4X (ang. eXplore, eXpand, eXploit & eXterminate – eksploracja, ekspansja, eksploatacja, eksterminacja).
Zadaniem gracza jest opanować dostępną mu galaktykę pokonując innych graczy sterowanych przez ludzi lub komputer. Przed rozpoczęciem gry trzeba stworzyć z dostępnych parametrów rasę charakteryzującą się zdolnością przeżycia we wrogich środowiskach i specyficznymi możliwościami produkcyjnymi. Tak skonstruowane rasy konkurują w komputerowo generowanym wszechświecie. Raz na turę wydaje się rozkazy produkcji, badań, rozpoznania i walki, a po generacji kolejnej tury możemy sprawdzić efekty naszych poczynań.
Jak na grę w realiach hard SF przystało, statki mogą poruszać się z prędkościami nadświetlnymi wyrażanymi w skali warp – gdzie prędkość w skali warp oznacza drogę pokonaną w czasie jednej tury – liczba lat świetlnych do kwadratu (warp-9 odpowiada odległości 81 lat świetlnych na turę).

## Wydawca
Gra Stars! została wydana przez Jeffa Johnsona i Jeffa McBride początkowo jako shareware.  Późniejsze wersje były wydawane przez firmę Empire Interactive, jako kontynuacje wersji shareware.

## Historia
Gra została po raz pierwszy wydana w 1995 w wersji 1.0, ostatnia wersja likwidująca błędy 2.7j RC4 została wydana w grudniu 2000. Obecnie Stars! jest przystosowana do najwygodniejszej opcji gry z wieloma graczami poprzez mail (PBEM: Play-By-EMail). Jeden z graczy (lub osoba nie związana z grą) pełni rolę zarządzającego grą  – hosta, pozostali (maksymalnie 16 graczy) przesyła do hosta pliki rozkazów. Host generuje turę i rozsyła wyniki działań do poszczególnych graczy także poprzez e-mail.
Alternatywą systemu "play-by-email" jest obecnie najpopularniejszy system zwany Stars! Autohost.  System automatycznie generuje turę na podstawie przesłanych wcześniej rozkazów i automatycznie rozsyła wyniki do graczy. Wadą systemu jest ograniczenie do oryginalnych parametrów gry, bez uwzględnienia wersji zmodyfikowanych tzw. modów.
Najefektywniejszym systemem rozgrywek w trybie gry wieloosobowej graczy jest system 3x tygodniowo, który pozwala w wystarczającym stopniu skupić się na mikrozarządzaniu własną rasą oraz na dyplomacji z pozostałymi graczami, która zazwyczaj przebiega innymi kanałami niż środowisko gry (e-mail, komunikatory).
W grze zaimplementowano również graczy komputerowych – AI (max.15), którzy charakteryzują się znaczną schematycznością w działaniu, mogących jednak uczyć graczy zasad i mechaniki gry przed grą z innym ludzkim przeciwnikiem.
W grze funkcjonuje bardzo czytelny i przejrzysty tutorial, pokazujący podstawę zarządzania własną rasą.

## Grafika
Grafika w grze bazuje na środowisku 2D. Przedstawia statyczne obrazy planet, projektów statków i komponentów. Każda bitwa polega na przesuwaniu się nieanimowanych ikon symbolizujących statki po siatce reprezentującej pole bitwy bez udziału gracza. Same rasy są reprezentowane wyłącznie poprzez małe emblematy flag. Każdy rodzaj jednostki (statek, baza) jest symbolizowany przez cztery różne ikony danej konstrukcji, jednakowe dla wszystkich graczy uczestniczących w rozgrywce.

## Środowisko gry

### Projekt rasy
Stars! rozpoczyna się wyborem rasy lub własnym projektem, w której gracz tworzy własną niepowtarzalną rasę, używając swoistego systemu bazującego na punktach, których określona pula jest rozdysponowywana między poszczególnymi kroki (cechy) kreatora rasy. Niektóre parametry powodują stratę punktów, inne ich zysk.
Cała sztuka projektowania rasy polega na tym, aby zmieścić się w określonej puli punktów balansując między poszczególnymi cechami rasy.
Niewykorzystane punkty można spożytkować jako swoisty bonus, poprzez np. zwiększenie liczby początkowych kopalń czy ilości wydobytych minerałów.

### Rozgrywka
Każdy z graczy rozpoczyna grę z jedną planetą (lub z dwiema, zależnie od cechy głównej rasy), bazą kosmiczną i niewielką flotą. Podczas badania kosmosu, wysłane jednostki badawcze do systemów o znanym położeniu odkrywają cechy systemu (planety) – parametry środowiskowe i ich przydatność dla rasy gracza oraz koncentrację minerałów.
Każda planeta, po jej kolonizacji, posiada swoją kolejkę produkcyjną, w której można budować infrastrukturę oraz statki po uprzednim wybudowaniu stacji kosmicznej.
Koloniści na planecie wytwarzają pewną ilość zasobów (odpowiadających zdolnościom produkcyjnym danej planety), które są niezbędne do budowy kopalń wydobywających minerały. Minerały w połączeniu z zasobami umożliwiają budowę fabryk, które generują kolejne zasoby, umożliwiające budowę większych konstrukcji w krótszym czasie.

### Budowa statków
Jednym z najwygodniejszych rozwiązań w Stars! jest budowa statków. W czasie badań nad konstrukcjami, stopniowo są odkrywane nowe konstrukcje, które składają się wyłącznie z kadłuba o określonym koszcie, wytrzymałości oraz z przedziałów o określonym typie (np. przedział elektryczny, mechaniczny, bojowy itp.)
Elementy określonego typu, odkrywane w trakcie osiągania stopniowo kolejnych poziomów badań mogą posłużyć do budowy jednostki. Gracz decyduje sam, ile elementów będzie w danym przedziale (istnieje limit od 1 do 32, w zależności od konstrukcji) oraz jaki ich typ i rodzaj, co przekłada się naturalnie na szybkość produkcji (ilość dostępnych zasobów i minerałów na planecie) oraz masy,  prędkości, siły ognia, pierwszeństwa strzału, zużycia paliwa budowanej jednostki i innych parametrów.
Poznanie wrogiej konstrukcji umożliwia budowę specyficznych jednostek, tzw. "kontrkadłubów" przeznaczonych docelowo do niszczenia konkretnych konstrukcji przeciwnika.
W grze obowiązuje limit 16 konstrukcji na gracza, co skutecznie blokuje budowę wielu podobnych jednostek. Dodatkowo limit ten wymaga mądrego projektowania, gdyż liczba różnych konstrukcji szybko rośnie w zależności od ich specjalizacji.

### Bitwy
Bitwy mogą się odbywać między wieloma rasami i występują zawsze, gdy floty różnych ras znajdą się w jednym punkcie przestrzeni (gracze mogą uznać się za rasy przyjacielskie, ustawiając status danej rasy w okienku "stosunków z innymi rasami").
Bombardowanie planety jest możliwe tylko przez specjalne konstrukcje do tego przeznaczone oraz przy warunku, iż stacja kosmiczna planety została zniszczona. Gracz broniący planety automatycznie niszczy pewną liczbę bomb lub desantujących kolonistów, o ile wcześniej budował systemy obronne na atakowanej planecie.
Zaawansowani gracze, znając budowę jednostek przeciwnika i orientacyjną ich liczbę przeprowadzają testy w tzw. "symulatorze bitew", który umożliwia budowę dowolnych konstrukcji różnych ras i symulowanie potyczki. Umożliwia to dobór innej liczby (czy typu) jednostek aby osiągnąć zamierzony cel, np. zniszczenie stacji kosmicznej przeciwnika bez zniszczenia całej jego floty na jej orbicie.

### Zdarzenia losowe
Gra umożliwia wystąpienie zdarzeń losowych w opcjach gry, które umożliwiają:
- uderzenia komet w planety
- odkrywanie artefaktów na niezamieszkanych planetach, dających niewielkie bonusy w technologii
- pojawianie się tajemniczego podróżnika (ang. Mystery Trader) z innego wymiaru oferującego za minerały dodatkowe bonusy w technologii, specjalne komponenty lub statki.

### Handel technologią
W grze jest możliwy handel technologiami. Zazwyczaj gracze tworzą sojusz i badają konkretny jeden lub dwa kierunki technologiczne po czym się wymieniają.
Nie jest możliwa bezpośrednia wymiana technologii. Jedyna możliwość to wymiana poprzez:
- zniszczenie w walce jednostek posiadających komponenty zaawansowane technologiczne.
- inwazja planety na której znajduje się rasa posiadająca zaawansowane technologie
- zezłomowanie w doku jednostek na których są komponenty zaawansowane technologiczne

Każde zezłomowanie lub zniszczenie pojedynczej jednostki daje 50% szans na uzyskanie nowej technologii. Zezłomowanie 6 jednostek daje szansę już 98%. Technologia podnosi się tylko o jeden poziom, zatem posiadając 12 technologię broni i złomując statek z 16. technologią ma się 50% szans na uzyskanie 13 technologii w uzbrojeniu.

### Dyplomacja
Ponieważ gry (3 tury na tydzień) potrafią trwać miesiącami, a gracze nieraz są rozmieszczeni na całym globie, komunikacja odbywa się zazwyczaj przez e-mail, rzadziej przez komunikatory internetowe.
Jest to zdecydowanie bardziej wygodne niż możliwa komunikacja wewnątrz gry, którą się odczytuje dopiero w następnej turze, a odpowiedź znowu w kolejnej.
Dzięki temu, jest możliwe zawieranie sojuszy, wypowiadanie wojny wspólnemu wrogowi czy też ustalanie wzajemnych punktów wymiany technologii i koncentracji wspólnej floty.

## Inne wersje Stars!

### Stars! Supernova Genesis
Wielka popularność gry Stars! zmobilizowała wydawców do przygotowania kolejnej wersji gry. Według planów, miała to być gra bardziej zaawansowana, z lepszą grafiką, bez kilku elementów oryginału (np. poprawiony poziom skali mikrozarządzania). Z uwagi na nieporozumienia wśród twórców gry oraz powiększającego się rynku gier 3D, projekt został zamknięty na poziomie beta-testów (wyszukiwania poważniejszych błędów i ich eliminacji w grze). Z uwagi na prawa firmy Empire dot. zastosowanej grafiki w grze, jest mało prawdopodobne, aby projekt ten został kiedykolwiek dokończony.

### Stars! 3
27 sierpnia 2005 pojawiła się w sieci informacja o kolejnej wersji nazywającej się roboczo Stars! [3]. Będzie ona tworzona samodzielnie przez dawnych członków grupy pracującej nad "Supernova Genesis" w nieokreślonej bliżej przyszłości.

### Freestars
Gra Stars! nie jest dalej rozwijana przez wydawców, a praca nad jej kolejną częścią, Supernova Genesis, została zarzucone. Aby rozwijać Stars! w przyszłości powstał projekt na licencji  open source nazywany FreeStars, rozwijany przez fanów gry.

### Mody
W grze (przy użyciu specjalnego oprogramowania) jest możliwość dokonywania drobnych poprawek parametrów wszystkich elementów występujących w grze oraz konstrukcji, takich jak np. ilość zużywanego paliwa przez silniki, nośność bram, koszt badań, siła broni, typ konstrukcji, poziom dostępu dla nowych technologii itp. Niestety nie ma możliwości zmiany grafiki, głównych parametrów i cech ras, a także dodawania nowych elementów. Stąd też, modyfikowane parametry mają jedynie kosmetyczny wpływ, nie modyfikujący wyglądu całej gry.